# Ore 13: dopo il massacro la caccia
Ore 13: dopo il massacro la caccia (Certain Fury) è un film statunitense del 1985 diretto da Stephen Gyllenhaal

## Trama
Due detenute si incontrano in udienza e approfittano di uno scontro generale di altri detenuti col giudice e la polizia per darsi alla fuga. 
Sebbene molto diverse tra loro (Scarlett, dall'animo ribelle, è una recidiva abituata a vivere nel mondo del crimine e senza alcuna radice, Tracy ha un'indole innocente e probabilmente si è solo trovata nel posto sbagliato al momento sbagliato) condividono la fuga dalla polizia vivendo esperienze che le legano sempre di più fino a diventare "quasi amiche" inseparabili.